# Un fantastico via vai
Un fantastico via vai è un film italiano del 2013 diretto da Leonardo Pieraccioni.
Oltre a Pieraccioni, del cast fanno parte anche Serena Autieri, Maurizio Battista, Marco Marzocca, Massimo Ceccherini, Giuseppe Maggio e Giorgio Panariello.

## Trama
Arnaldo Nardi è un quarantacinquenne con un buon lavoro e una bella famiglia, composta dalla moglie Anita e dalle figlie gemelle di nove anni Martina e Federica. Arnaldo è un uomo calmo, sereno, indeciso e a cui piace la routine della sua vita. Lavora in banca e spesso esce con due suoi colleghi e amici: Giovannelli e Floriano Esposito. Una sera Giovannelli (noto playboy) prende in prestito lo scooter di Arnaldo per andare da una delle sue donne, ma dimentica nel sottosella delle manette rosa con scritto Natasha. Il giorno dopo la moglie di Arnaldo trova queste manette e lo sbatte fuori di casa, sospettando che abbia una relazione erotica con un'altra donna. Arnaldo tenta molto debolmente di dichiararsi innocente, ma viene allontanato da casa.
Invece di essere dispiaciuto, Arnaldo coglie quest'occasione per reinventare la sua vita, che oramai era diventata noiosa e monotona. Lo stesso giorno trova un appartamento in co-abitazione con alcuni studenti universitari assai più giovani. Trasferendosi a vivere con loro, Arnaldo ne condivide gioie e paure, aiutandoli ad affrontare i rispettivi problemi: 
- La studentessa di veterinaria Camilla, catanese incinta, trova il coraggio di confessare ai genitori la sua gravidanza;
- Marco, studente di medicina, vuole diventare chirurgo ma non sopporta la vista del sangue; riesce ad affrontare la sua paura quando è costretto a far nascere la bambina di Camilla;
- Anna, studentessa romana, si riconcilia con il padre investigatore;
- Edoardo, studente di economia, perugino mulatto, riesce a farsi accettare dal Cavalier Mazzarra, padre razzista della sua fidanzata Clelia.

Anche i quattro ragazzi riescono ad aiutare Arnaldo, dandogli maggiore autostima e l'occasione per una seconda giovinezza, per quanto temporanea e surrogata. Alla fine Anita scopre di non esser stata tradita dal marito e lo riaccetta a casa.

## Produzione
Le riprese del film si sono svolte ad Arezzo, in Toscana. Il film contiene la canzone Un fantastico via vai scritta ed interpretata dal cantautore Colore (Mattia Pàttaro) appositamente per la colonna sonora del film e della quale Leonardo Pieraccioni ha girato il videoclip. Nel videoclip oltre agli attori ed allo staff al completo, è presente la piccola Martina Pieraccioni.

## Promozione
Il primo trailer è stato diffuso il 6 novembre 2013 sul canale ufficiale YouTube della 01 Distribution.

## Distribuzione
La pellicola è stata distribuita nelle sale cinematografiche italiane a partire dal 12 dicembre 2013.

## Accoglienza

### Incassi
Il film ha incassato 8 825 800 € e si è posizionato al 5º posto nella classifica dei migliori incassi del 2013.

## Riconoscimenti
- 2014 - Trailers FilmFest
  - Miglior locandina cinematografica